# Лупар
Лупар (малайск. Sungai Batang Lupar или просто Batang Lupar) — река в штате Саравак, Малайзия. Устье расположено между населёнными пунктами Себуяу и Кампунг-Терисо, в округе Сри-Аман.

## Общие сведения
Река Лупар берёт начало в хребте Клинканг и течёт на запад к Южно-Китайскому морю. Её протяжённость составляет 275 км, что делает её третьей по длине рекой в Сараваке после рек Раджанг и Барам.

### Населённые пункты
Крупнейшие поселения вдоль реки Лупар (от устья вверх по течению):
- Себуяу[2]
- Кампунг-Терисо[2]
- Лингга[3]
- Сри-Аман (Симангганг)[4]
- Энгкилили[5]

## Природные достопримечательности

### Приливная волна
Приливная волна, местное название — бенак (малайск. benak), представляет собой редкое природное явление, при котором приливная вода образует волну высотой до 3 метров, движущуюся против течения реки. Лупар — одно из 56 мест в мире, где наблюдается это явление.
Фестиваль Песта Бенак (малайск. Pesta Benak) проводится ежегодно на берегу реки в Сри-Амане. Помимо водных мероприятий, в программу входят конкурсы красоты (Miss Tourism Benak и Ratu Kebaya Benak), вокальные соревнования, ярмарки, традиционные игры, выставка, посвящённая приливной волне, и демонстрации свадебных церемоний народов ибан, малайцев и китайцев.

## Фауна

### Нападения крокодилов
Река Лупар печально известна нападениями морских крокодилов. С 1900 по 2017 год в бассейне Лупара произошло 22,2 % всех нападений крокодилов в Сараваке — наибольшее число в штате.
Эти случаи стали основой для местной легенды о Буджанге Сенанге — огромном крокодиле длиной 19 футов, терроризировавшем реку. Имя «Буджанг» символизирует силу и уважение, а «Сенанг» связано с рекой Сенанг — притоком Лупара, где произошло первое нападение. В массовой культуре имя «Bujang Senang» стало прозвищем футбольной команды штата — Саравак («Кроксы»).